# Рай (Смоленская область)
 Рай — деревня в Смоленской области России, в Смоленском районе. Расположена в центральной части области в 1,5 км к югу от автомагистрали А141 Орёл — Витебск и в 6 км к юго-западу от Смоленска.
Население — 213 жителей (2010 год). Входит в состав Пригорского сельского поселения.

## История
Южно-германский рыцарь Яков фон-Лер после поступления на службу к польскому королю Владиславу IV получил земельные владения в Смоленском уезде, после чего был причислен к польскому дворянству. Впоследствии он прибавил к своей фамилии прозвание «Лярский». После 1654 (когда Смоленск вошёл в состав Русского государства) Яков фон-Лер перешёл на службу к царю Алексею Михайловичу, принял православие с именем Петр и, сохранив свои владения, стал именоваться Вонлярлярским. Раем назвал свою усадьбу Александр Васильевич Вонлярлярский (был женат на Храповицкой С. И.). С 1813 года усадьба усиленно застраивалась, был построен дом, каменная церковь, разбит парк. В настоящее время от усадьбы сохранилась Казанская церковь и колокольня. Церковь была построена по проекту губернского архитектора М. Н. Слепнева в 1814 г. в стиле классицизма.

## Деревня в литературе
В деревне Рай происходит действие рассказа Натальи Ключарёвой «Один год в Раю»

## Известные люди, связанные с деревней
- Вонлярлярский, Василий Александрович — русский писатель.
- Дмитриев, Владимир Карпович — российский экономист и публицист.
- Ромейко-Гурко, Николай Александрович — российский изобретатель и инженер.